# Ützhausen

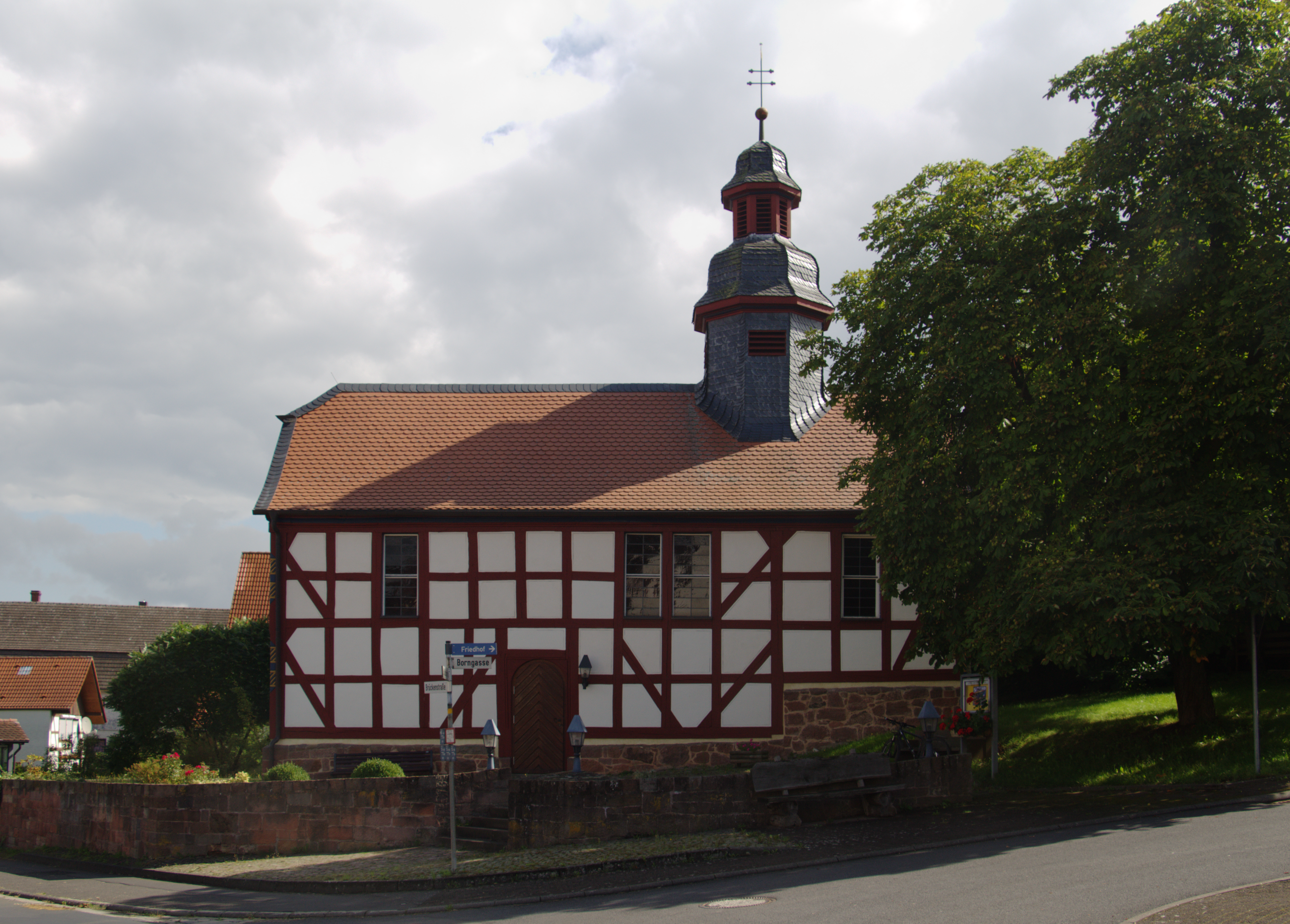
Evangelische Kirche in Ützhausen

Ützhausen ist ein Stadtteil von Schlitz im mittelhessischen Vogelsbergkreis.

## Geografie
Der Ort liegt südwestlich von Schlitz. Durch das Dorf verläuft die Landesstraße 3141.

## Ortsgeschichte

### Mittelalter
Besiedelt wurde der Ort wahrscheinlich schon um 800. Erstmals urkundlich erwähnt wurde er zwischen 1015 und 1050 im Codex Eberhardi, einem Kopiar aus der Zeit um 1160: „... in Otricheshusen sclavi sunt XI.“ (In Ützhausen sind es elf Leibeigene).
Im Jahre 1282 in einem Besitz- und Rechteverzeichnis des Klosters Fulda heißt es: „... iuxta villam Otishusen“ (neben dem Dorf Ützhausen). Erstmals wird hier die Siedlungsform villa erwähnt.
1480 finden sich in einem Zinsregister der Herren von Schlitz, genannt Görtz, u. a. Zinsregister für Ützhausen. Hemmen und Nieder-Stoll, das hier „Ditter Stube“ genannt wird.
In der Namensforschung wird der Ortsname als „Siedlung des Otrich“ gedeutet.

### Neuzeit
Am 6. November 1597 verlieh Wilhelm Balhasar von Schlitz, genannt von Görtz, die Hälfte des örtlichen Lorchenguts an Henn Homann zu Ützhausen.
Der Ort gehörte kirchlich zur Stadtpfarrei in Schlitz und erhielt 1690 eine eigene Kirche, die jedoch bereits 1717 bei einem großen Brand im Dorf zerstört wurde. Die heutige Fachwerkkirche wurde 1720 erbaut, 1862 erweitert und 2000 renoviert. Die von Augustin Oestreich gebaute Orgel stammt aus dem Jahr 1845 und ist noch nahezu unverändert erhalten. Eine Schule in Ützhausen bestand bereits vor dem Brand von 1717, ein repräsentatives Schulhaus wurde jedoch erstmals 1906 errichtet.
Am 31. Dezember 1971 wurde Ützhausen im Zuge der Gebietsreform in Hessen in die Stadt Schlitz eingegliedert.
Für die unter Denkmalschutz stehenden Gebäude des Ortes siehe die Liste der Kulturdenkmäler in Ützhausen.

## Politik
Ortsvorsteher ist Jens Güldner (Stand: Mai 2021).